# Circoligrafo

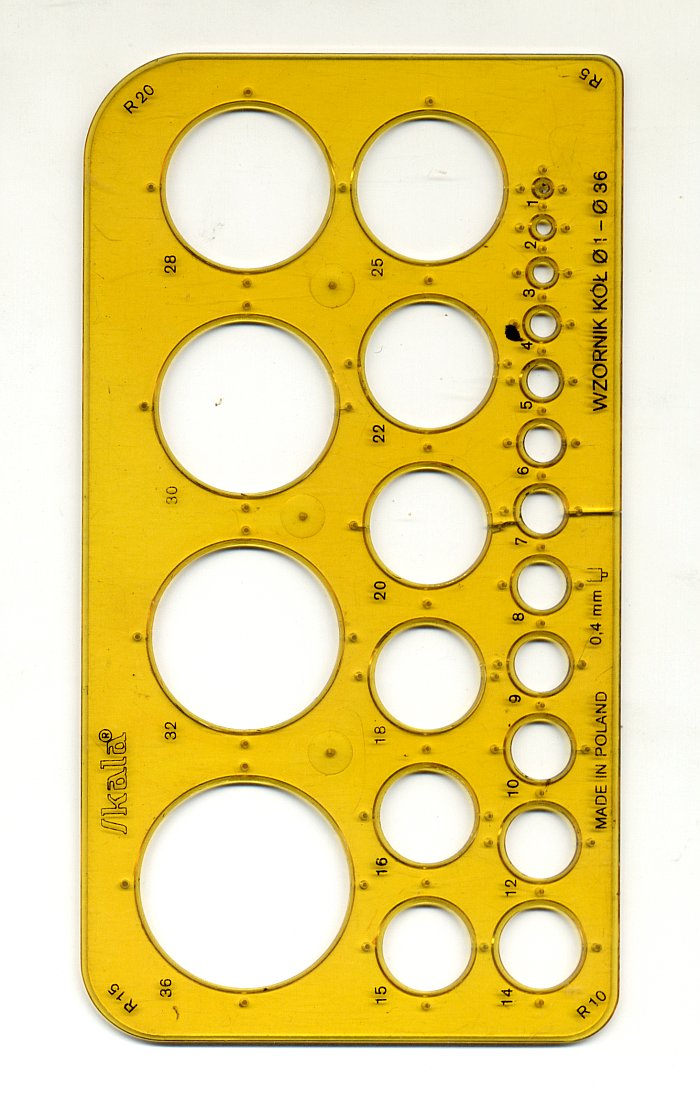

Il circoligrafo è una mascherina di plastica atta a creare dei cerchi perfetti in alternativa al compasso. Spesso viene chiamato "cerchiometro", ma il termine più corretto è il precedente.
Viene usato per fare tutti quei cerchi così piccoli da non poter essere usato il compasso, ragion per cui la grandezza dei fori varia da 1 millimetro a una trentina di millimetri. È utile soprattutto per raccordare linee o curve senza la necessità di trovare il centro del cerchio corrispondente, cosa indispensabile se si usa il compasso.
Il circoligrafo è di forma rettangolare con spessore non maggiore di un paio di millimetri con fori circolari di varia grandezza in corrispondenza dei quali si possono fare dei cerchi.
In corrispondenza di ogni foro c'è una sovrabordatura per penne ad inchiostro di china. Ogni foro ha l'indicazione in millimetri del suo diametro, la dimensione reale dei fori è però maggiorata per compensare lo spessore dello strumento utilizzato, matita o penna tecnica.
Esiste anche una versione per fare degli ellissi, chiamata ellissografo.